# Convento de Santo Domingo (Vitoria)
El convento de Santo Domingo era un edificio religioso sito en Vitoria, ya desaparecido.

## Historia
Según la tradición, el convento debe su origen a Domingo de Guzmán, fundador de la Orden de los Predicadores. Sancho VII de Navarra le donó al santo los palacios y la casa fuerte que poseía en Vitoria, así como una ermita contigua, llamada de santa Lucía. Este habría emprendido su construcción y Pedro Ochoa la retomó catorce años después de su muerte, en 1235. Sería él, asimismo, el primer prior. A su muerte, lo sucedió en el cargo Pedro Yéneguez. Dos incendios, acaecidos en 1240 y 1427, destruyeron el archivo del convento, así como la antigua fábrica.
A comienzos del siglo XVI, Diego Martínez de Maeztu trajo desde Flandes una imagen de la Virgen del Rosario que se colocó en el convento, lo que excitó la devoción de sus conciudadanos. De esta manera, reavivó el interés por convento e iglesia.
El edificio, que estaba situado en el norte del casco histórico, sirvió de cuartel, hospital, almacén de la Administración militar, iglesia, almacén de paja y utensilios, cochera y demás. El descuido, sin embargo, devino en movimientos en el muro situado a los pies de la iglesia. En 1863, una comisión especial del ayuntamiento intentó hacerse con el edificio, que iba a ser destinado a fines militares, pero no lo consiguió.
En 1916, el Estado le concedió al Ayuntamiento de Vitoria permiso para derribar el antiguo convento, que se encontraba en ruinas.
El arco del ya desaparecido convento se conserva desde el siglo XX ―salvo por un espacio de tiempo en el que fue retirado para facilitar las labores de demolición― en el edificio que en la actualidad alberga el Parlamento Vasco, por aquel entonces un instituto de enseñanza media.

## Descripción

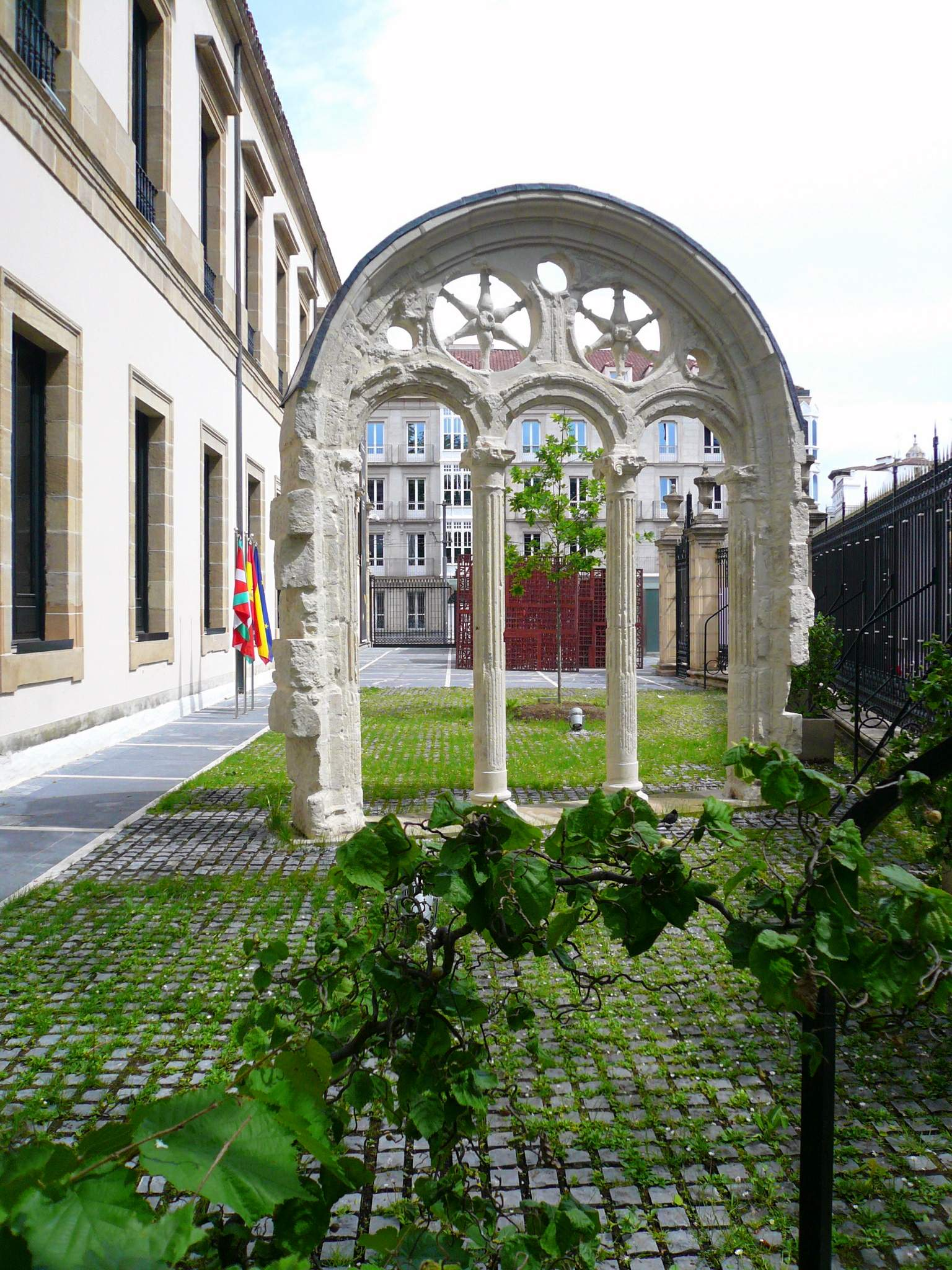
Arquería del antiguo convento, conservada junto al edificio del Parlamento Vasco

La iglesia del convento, dedicada a santo Domingo, era ojival de una nave. Sus capillas eran once y un crucero: sobre el sitio del altar mayor hubo frescos de decoración. En la capilla del noviciado existían tres grandes cuadros, bien conservados pese al paso de los años. Autoría de José de Ribera, eran un crucifico, un San Pedro y un San Pablo, y llegaron al convento en 1694 como obsequio de Pedro de Oreitia y Vergara, acompañados de otra veintena de lienzos de gran valor.
Joaquín José de Landázuri y Romarate describía así la iglesia en el siglo XVIII:

La Iglesia de este Convento es de sola una magnífica y extendida nave, proporcionada en todas sus partes, adornada con trece capillas y altares a cual más ostentosos, sin incluir la capilla mayor. En esta está colocada la Sagrada Imagen de María Santísima [...] El primor de su adorno y la ostentación de su alumbrado con seis lámparas que son con frecuencia en obsequio de la Sagrada Imagen de María se iluminan.

El claustro, construido a mediados del siglo XVI, era gótico, mientras que el pórtico se erigió en el XVII, de estilo grecorromano y de proporciones correctas, aunque no soportó bien el paso del tiempo.
El convento era, asimismo, casa de estudios de la orden y acudían a él la mayor parte de los jóvenes de las provincias vascongadas y de La Rioja que se destinaban al estado eclesiástico. Contaba con claustros, celdas, refectorio y oficinas, y había, además, escuelas para la enseñanza de filosofía y teología. En el siglo XVIII, los estudios eran generales y públicos y contaban con un nutrido grupo de alumnos.